# 天棓增九
天龍座μ，又名BD+54 1857，HD 154905、SAO 30239、HR 6369，是天龍座的一颗恒星，视星等为5.83，位于銀經82.3，銀緯37.02，其B1900.0坐标为赤經17h 3m 15.3s，赤緯+54° 37.02′ 7″。